# Kangwe
Kangwe est une ville du Botswana.